# Municipalità locale di Thaba Chweu
Thaba Chweu è una municipalità locale (in inglese Thaba Chweu  Local Municipality) appartenente alla municipalità distrettuale di Ehlanzeni della provincia di Mpumalanga in Sudafrica. 
In base al censimento del 2001 la sua popolazione è di 81 679 abitanti.
Il suo territorio si estende su una superficie di 5.719 km² ed è suddiviso in 12 circoscrizioni elettorali (wards). Il suo codice di distretto è MP321.

## Geografia fisica

### Confini
La municipalità locale di Thaba Chweu confina a nord con quella di Maruleng (Mopani/Limpopo), a est con quella di Bushbuckridge, a est e a sud con quella di Mbombela, a sud con quella di Emakhazeni (Nkangala) e a ovest con quelle di Elias Motsoaledi e Greater Tubatse (Sekhukhune/Limpopo).

### Città e comuni
- Afgrond
- Asbes
- Brondal
- Brooklands
- Buffelsvlei
- DMA Lowveld
- Driesprong
- Graskop
- Hendriksdal
- Klipspruit
- Klipsteen
- Krugerspos
- Lydenburg
- Maartenshoop
- Mac-Mac
- Malieveld
- Mashishing
- Mauchsberg
- Pilgrim's Rest
- Rietvallei
- Rooiuitsig
- Rosehaugh
- Sabie
- Schalksrus
- Sibthorpe
- Simile
- State Land
- Thaba Chweu
- Vaalhoek
- Vermont
- Voetpad

### Fiumi
- Crocodile
- Alexander Spruit
- Beestekraalspruit
- Blinkwaterspruit
- Blyde
- Blystaanspruit
- Buffelskloofspruit
- Dwars
- Eloffspruit
- Houtbosloop
- Lisbon
- Lunsklip
- Mac Mac
- Mantshibi
- Marite
- Motitsi
- Nelspruit
- Ohrigstad
- Sabane
- Sabie
- Sand
- Spekboom
- Treu
- Vyehoek
- Wit

### Dighe
- Blyderivierspoort Dam
- Buffelkloof Dam
- Kwena Dam
- Ohrigstad Dam
- Witklip Dam